# Marron glacé
Le marron glacé est une confiserie composée d'une châtaigne (appelée marron) confite dans un sirop de sucre et glacé au sucre glace.

## Origine
Sur l'origine du marron glacé, il existe plusieurs théories différentes. Le premier marron glacé serait apparu à la cour du roi Louis XIV, grâce au sieur François Pierre de La Varenne, qui fit cuire une châtaigne avec du sucre (d'après son livre Le Parfaict Confiturier). Selon certains, la recette du marron glacé apparaîtrait pour la première fois au XVIe siècle, à Lyon,.
En France, la première fabrique de marrons glacés a été créée en Ardèche par Clément Faugier, en 1882, afin d'utiliser une matière première importante dans la région — l'Ardèche est le premier département producteur de châtaignes, tant en volume que par la qualité, l'AOC obtenue en 2006 le confirme —, et une main-d'œuvre disponible du fait de la crise autour de l'élevage du ver à soie.
Quelques sources  affirment que le marron glacé est né à Coni, en Italie, toujours au XVIe siècle, en raison d'une grande disponibilité de châtaignes et d'une diffusion du sucre sans précédent 
D'autres entreprises ardéchoises virent le jour quelques années plus tard, comme les établissements Sabaton en 1907 ou la maison Imbert en 1920. D'autres régions, comme celle de Collobrières, ont développé leur propre fabrication, la famille Corsiglia développa l'art du marron glacé dès 1896, à Marseille.

## Confection
La réalisation est particulièrement longue (plusieurs jours dans des bains de sirop de sucre de concentration croissante), et délicate, car il ne faut pas briser les marrons lors des transferts. En 1882, l'ingénieur Clément Faugier met au point une méthode de production industrielle des marrons glacés, permettant à cette friandise de se populariser. Trois ans plus tard, Clément Faugier a l'idée de récupérer les marrons glacés accidentellement brisés, pour en faire une préparation qui le rendra célèbre, la crème de marrons de l'Ardèche.
Pour être « marron », la châtaigne ne doit pas être cloisonnée, c'est-à-dire que le fruit doit demeurer d'un seul tenant avant d'être confit. D'où l'importance de ne pas le briser après confiture.

## Production en France
Six grandes sociétés se partagent le marché français :
- Clément Faugier, Privas (Ardèche) : entreprise familiale créée en 1882, le premier fabricant de marrons glacés en France, fournisseur de maisons très renommées, tant au niveau national qu'international, constante dans la qualité.
- Corsiglia marrons glacés Aubagne : entreprise familiale créée en 1896, le spécialiste du marron glacé haut de gamme, fournisseur de prestigieuses marques nationales et internationales.
- Marrons Imbert, Aubenas : réputée d'orientation plus tournée vers le grand public et le produit haut de gamme.
- Sabaton, Aubenas : fondée en 1907, elle est très tournée vers les professionnels et a une grande notoriété auprès de la population locale.
- Pellorce et Jullien à Massy, entreprise fondée en 1864, tournée vers la production de marrons de luxe.
- Marrons Collobrières : au fil du temps, Collobrières s’est imposée comme la capitale du marron avec ses 900 hectares de châtaigneraies, et une récolte avoisinant les 600 tonnes par an.